# Thongloun Sisoulith
Thongloun Sisoulith (n. 10 noiembrie 1945, Hūaphan⁠(d), Laos) este un politician și istoric laoțian, care deține funcțiile de secretar general al Partidului Revoluționar Popular Laoțian și președinte al Laosului din anul 2021.
Thongloun s-a născut și a fost educat în provincia Houaphan, iar ulterior a urmat studii la Leningrad și Moscova, în fosta Uniune Sovietică. În timpul războiului civil din Laos, a sprijinit mișcarea Pathet Lao în calitate de profesor. În 1987 a fost numit viceministru al Afacerilor Externe, funcție pe care a deținut-o până în 1992, după care a ocupat diverse alte poziții guvernamentale. În 2001 a devenit viceprim-ministru, iar în 2006 a preluat conducerea Ministerului Afacerilor Externe. Descris de ambasada SUA la Vientiane ca fiind un „moderat”, Thongloun a contribuit la îmbunătățirea relațiilor dintre Laos și Statele Unite, fapt salutat în 2009 de senatorul Jim Webb⁠(d) și în 2010 de Hillary Clinton; în același timp, a consolidat relațiile Laosului cu China și Vietnamul. În 2016 a fost numit prim-ministru, funcție în care a inițiat campanii împotriva corupției. În 2021 a devenit secretar general al Partidului Revoluționar Popular Lao și președinte al Republicii.

## Biografie
Thongloun Sisoulith s-a născut în provincia Houaphan din Laos la 10 noiembrie 1945. Între 1962 și 1969 a studiat la Colegiul Pedagogic Neo Lao Hak Sat din Houaphan[4]. Ulterior, și-a continuat studiile în Uniunea Sovietică și în Vietnam. După finalizarea acestora, a obținut titlul de doctor în filosofie în istorie și un master în arte. Între 1973 și 1978, Thongloun a urmat un program de masterat în lingvistică și literatură la Institutul Pedagogic Herzen din Leningrad, în fosta Uniune Sovietică. Apoi, în perioada 1981–1984, a studiat pentru un doctorat în istoria relațiilor internaționale la Academia de Științe Sociale din Moscova.

## Cariera didactică
În timpul războiului civil din Laos, Thongloun a activat ca profesor în cadrul mișcării comuniste Pathet Lao. Între 1967 și 1969, a lucrat în Departamentul Educației al organizației Neo Lao Hak Sat, ca membru senior, iar în 1969 a devenit membru al Oficiului Reprezentantului Neo Lao Hak Sat la Hanoi, în Vietnamul de Nord. Ulterior, în perioada 1978–1979, după preluarea puterii de către comuniști la Vientiane în 1975, a revenit în Laos și a fost lector la Universitatea Națională din Laos. La această universitate a condus programul de limbă rusă.

## Cariera politică
De-a lungul anilor petrecuți în guvern, Thongloun Sisoulith a deținut mai multe funcții importante. A fost viceministru al Afacerilor Externe între 1987 și 1992, ministru al Muncii și Protecției Sociale între 1993 și 1997 și membru al Adunării Naționale între 1998 și 2000. La 27 martie 2001 a fost numit viceprim-ministru și președinte al Comitetului Național de Planificare, iar ulterior, la 8 iunie 2006, a fost numit ministru al Afacerilor Externe, înlocuindu-l pe Somsavat Lengsavad. La Congresul al 10-lea al Partidului, desfășurat la 23 ianuarie 2016, a fost ales prim-ministru al Laosului.

### Mandatul de prim-ministru (2016–2021)
După ce a devenit prim-ministru al Laosului, Thongloun Sisoulith a inițiat campanii anticorupție în guvernul laotian. Între aprilie 2016 și februarie 2017, Autoritatea de Inspecție a Statului a efectuat 25 de arestări legate de cazuri de corupție. Sub conducerea sa, guvernul a scos la licitație automobilele BMW Seria 7 și Mercedes-Benz aflate în dotarea oficială, înlocuindu-le cu Toyota Camry. În 2017, au apărut dispute la granița dintre Cambodgia și Laos, premierul cambodgian Hun Sen avertizând: „Fac apel către prim-ministrul Laosului, Thongloun Sisoulith, să retragă trupele de pe teritoriul Cambodgiei fără niciun fel de condiții”.
La 23 iulie 2018, o baraj satelit al proiectului hidroelectric Xe Pian-Xe Namnoy de pe râul Mekong, în provincia Champassak, s-a prăbușit, cauzând moartea a 71 de persoane și strămutarea a 14.440 de oameni. Barajul era construit de Laos, Thailanda și Coreea de Sud, existând avertismente cu privire la nesiguranța structurii în zilele precedente accidentului. În calitate de prim-ministru, Thongloun a amânat întâlnirile oficiale și s-a deplasat în zona afectată din districtul Sanamxay pentru a coordona eforturile de ajutor.
La 4 ianuarie 2020, Thongloun a reprezentat Laosul la Hanoi, la cea de-a 42-a reuniune a Comitetului Interguvernamental Vietnam–Laos, alături de premierul vietnamez. În cadrul discuțiilor, el a elogiat economia Vietnamului, iar ambele țări au convenit să întărească legăturile și cooperarea bilaterală. În timpul pandemiei COVID-19, Laos a cooperat cu Vietnam și Cambodgia, Thongloun purtând convorbiri telefonice cu omologii săi Hun Sen și Nguyễn Xuân Phúc⁠(d). La cea de-a 36-a summit ASEAN din 26 iunie 2020, el a reprezentat Laosul, exprimându-se cu privire la succesul ASEAN în gestionarea pandemiei. La 10 iunie, a lăudat Comitetul Național de Luptă împotriva COVID-19 pentru gestionarea eficientă a crizei, după 59 de zile fără cazuri noi, precum și pentru sprijinul primit din partea unor țări precum China, Statele Unite și Vietnam.
În august 2020 a îndemnat mass-media să continue „să învingă știrile false, înșelătoare și dăunătoare” de pe rețelele sociale, ceea ce a fost interpretat de presa internațională ca o avertizare pentru mass-media din Laos de a nu relata negativ despre guvern. La 13 decembrie 2020, Thongloun a adresat Organizației Națiunilor Unite un discurs în care a subliniat angajamentul Laosului față de Acordul de la Paris și alte politici pentru reducerea emisiilor de carbon, solicitând sprijin internațional pentru atingerea acestor obiective.
La cel de-al 11-lea Congres Național al Partidului Revoluționar Popular Lao, la 15 februarie 2021, Thongloun a fost ales secretar general al partidului și, implicit, liderul de facto al Laosului, devenind primul civil fără experiență militară care ocupă această funcție. A fost învestit în funcție la 22 martie 2021, înlocuindu-l pe Bounnhang Vorachith, care s-a retras. Phankham Viphavanh l-a succedat în funcția de prim-ministru.

## Președenție

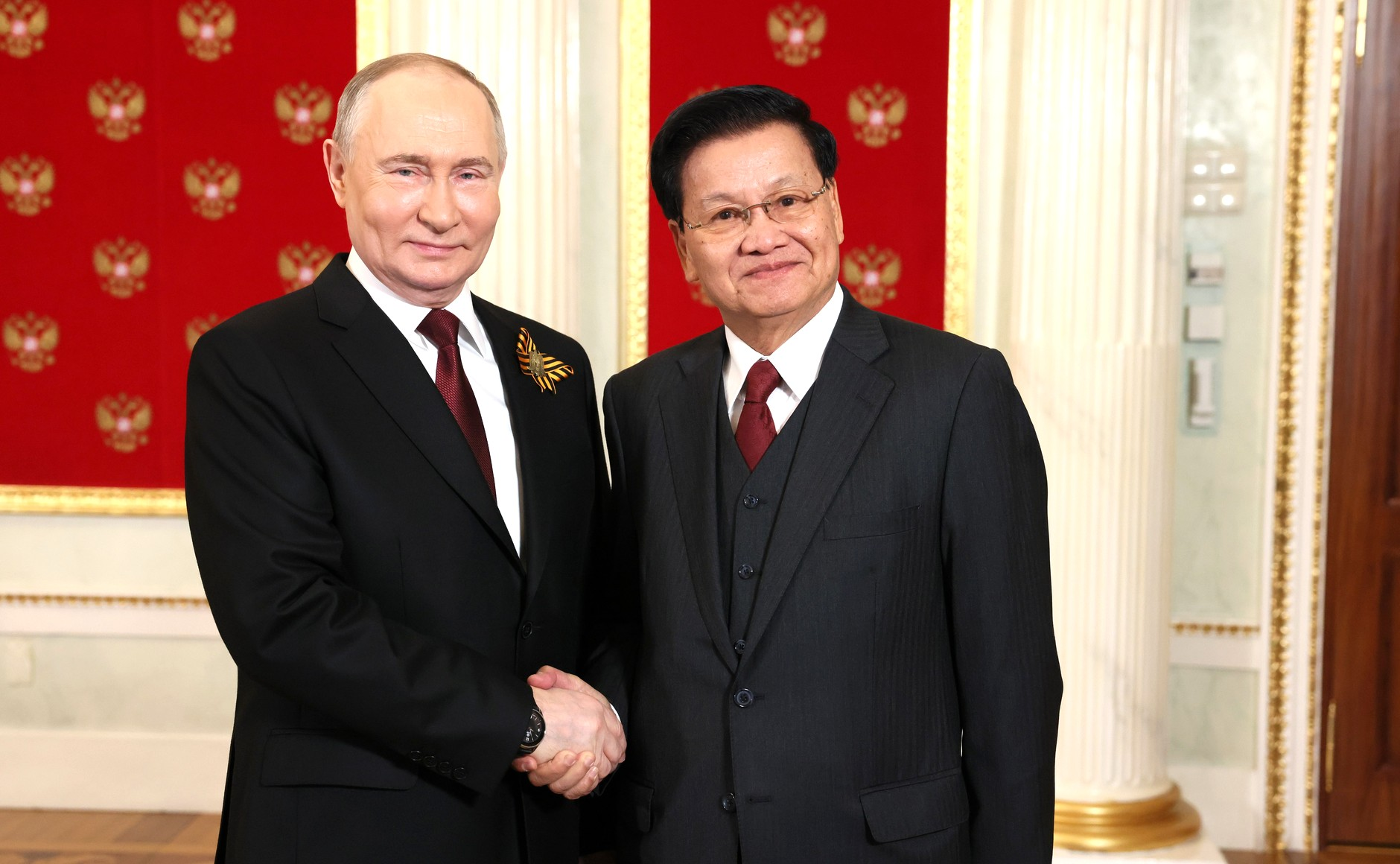
Thongloun împreună cu președintele rus Vladimir Putin înaintea Paradei Zilei Victoriei de la Moscova, Rusia, 9 mai 2024

După depunerea jurământului ca secretar general al Partidului Revoluționar Popular Lao (PRPL) și ca președinte al Laosului, Thongloun Sisoulith a promis să stimuleze creșterea economică și să reducă sărăcia prin colaborare strânsă cu PRPL. În martie 2021, Laos a început să utilizeze vaccinul rusesc Sputnik V ca principal vaccin în cadrul programelor sale de vaccinare anti-COVID-19.
La 3 decembrie 2021, împreună cu secretarul general al Partidului Comunist Chinez, Xi Jinping, Thongloun a inaugurat tronsonul Boten–Vientiane al căii ferate Laos–China. Laos se confruntă cu o datorie externă în creștere față de China, aproape jumătate din datoria externă totală fiind datorată acesteia. La cea de-a 27-a conferință „Viitorul Asiei”, desfășurată la Tokyo la 27 mai 2022, Thongloun a minimalizat îngrijorările legate de o posibilă „capcană a datoriilor” chineze.

### Politica externă
Sub conducerea lui Thongloun, Laos încearcă să mențină un echilibru între relațiile sale cu China și Vietnam. La 26 mai 2023, în contextul invaziei ruse în Ucraina și al tensiunilor dintre China și Taiwan, Thongloun a avertizat că aceste conflicte ar putea escalada în războaie de amploare mai mare.
În octombrie 2024, Thongloun a participat la cel de-al 16-lea summit BRICS, desfășurat la Kazan, în Rusia, unde s-a întâlnit cu Xi Jinping și alți lideri internaționali.

## Viața personală
Thongloun este căsătorit cu Naly Sisoulith (n. 1947). Cuplul are trei copii: doi fii și o fiică. Fiica sa, Moukdavanh, ocupă funcția de director general adjunct al Departamentului Organizațiilor Internaționale din cadrul Ministerului Afacerilor Externe al Laosului„CV” (în japoneză). Ministerul Afacerilor Externe al Japoniei. Accesat în 3 august 2025..
Pe lângă limba laoțiană, Thongloun vorbește vietnameză, rusă și engleză.

## Distincții și onoruri
- Thailanda: Cavaler Mare Cruce (clasa I) al Ordinului Elefantului Alb (2010)[26]
- Rusia: Medalia de aur a Fundației Ruse pentru Pace „Pentru activități pacificatoare și caritabile” (5 octombrie 2015)[27]
- Rusia: Ordinul Prieteniei (20 octombrie 2015)[28]
- Vietnam: Ordinul Steaua de Aur (2017)[29]

### Titluri de doctor honoris causa
- Thailanda: Universitatea Tehnologică Rajamangala din Isan (2016)[30]
- Thailanda: Universitatea Khon Kaen (2017)[31]
- China: Universitatea pentru Naționalități Guangxi (2022)[32]